# Ронсхаузен
Ронсхаузен (нем. Ronshausen) — община в Германии, в земле Гессен. Подчиняется административному округу Кассель. Входит в состав района Херсфельд-Ротенбург.  Население составляет 2384 человека (на 31 декабря 2010 года). Занимает площадь 37,65 км².